# Тегу (род)
Те́гу, или тупинамбисы (лат. Tupinambis) — род ящериц семейства тейид. Включает 8 видов, распространённых в Южной Америке, в основном в Бразилии. Это крупные, даже массивные плотоядные ящерицы; исключение составляет T. rufescens, который преимущественно растительнояден. Многие виды имеют внешнее сходство с варанами, что обусловлено конвергентной эволюцией и схожими экологическими нишами.

## Виды
По данным Reptile Database на февраль 2025 года включает 8 видов:
- Tupinambis cryptus Murphy, Jowers, Lehtinen, Charles, Colli, Peres Jr, Hendry & Pyron, 2016
- Tupinambis cuzcoensis Murphy, Jowers, Lehtinen, Charles, Colli, Peres Jr, Hendry & Pyron, 2016
- Tupinambis longilineus Avila-Pires, 1995
- Tupinambis matipu Silva, Ribeiro-Júnior & Avila-Pires, 2018
- Tupinambis palustris Manzani & Abe, 2002
- Tupinambis quadrilineatus
- Tupinambis teguixin (Linnaeus, 1758) — тегу, или жакруару
- Tupinambis zuliensis Murphy, Jowers, Lehtinen, Charles, Colli, Peres Jr, Hendry & Pyron, 2016